# جشن تولد (نمایش‌نامه)
جشن تولد (به انگلیسی: The Birthday Party) اولین نمایشنامه‌ی بلند هارولد پینتر و از پر اجراترین و مشهورترین نمایشنامه‌های اوست. جشن تولد در ابتدا با واکنش تند منتقدان مواجه شد، اما در آستانهٔ شکست مطلق تجاری و ادبی، نقد هارولد هابسون در ساندی تایمز نجاتش داد و به مرور جایگاه خود را به عنوان اثری کلاسیک در ادبیات مدرن به دست آورد.

## خلاصه داستان
جشن تولد نمایشنامه‌ای است دربارهٔ استنلی وِبِر، پیانونواز سابق، که در مسافرخانه‌ای کوچک زندگی می‌کند. این مسافرخانه که در شهری ساحلی، احتمالاً در سواحل جنوبی و در فاصله نه چندان دوری از لندن، واقع شده، توسط مگ و پتی بولز اداره می‌شود. دو غریبهٔ شرور، که طبق قرار معلوم به هنگام جشن تولد او آمده‌اند و به نظر می‌رسد دنبال او هستند، جشن تولد به‌ظاهر آرام و بی‌خطر او که مگ برایش گرفته را به کابوس تبدیل می‌کنند.

## ترجمه
جشن تولد نخستین بار به‌دست ابوالحسن ونده‌ور و بهرام مقدادی (نشر جوانه) در سال ۱۳۴۹ به فارسی ترجمه و منتشر شد. مترجمان دیگری نظیر شعله آذر (نشر افراز، ۱۳۸۵) و رضا دادویی (نشر سبزان، ۱۳۸۶) نیز این اثر را به فارسی برگردانده‌اند.